# طاقة الرياح في كوريا الجنوبية
طاقة الرياح في كوريا الجنوبية (بالإنجليزية: Wind power in South Korea)‏ هي شكل من أشكال الطاقة المتجددة تهدف إلى تقليل انبعاثات غازات الاحتباس الحراري (GHG) والجسيمات الناتجة عن الطاقة القائمة على الفحم. بعد أزمتين نفطيتين يعود تاريخهما إلى السبعينيات، احتاجت حكومة كوريا الجنوبية إلى الانتقال إلى الطاقة المتجددة، والتي شجعت أول قانون للطاقة المتجددة في عام 1987.
اعتبارًا من عام 2015، كانت قدرة طاقة الرياح في كوريا الجنوبية 835 ميجاوات وكانت حصة طاقة الرياح من إجمالي استهلاك الكهرباء أقل بكثير من 0.1٪. في عام 2019، قادت كوريا الجنوبية مبادرة في وضع سياسات تحول الطاقة، والتي أدرجت طاقة الرياح جنبًا إلى جنب مع إزالة الأحافير وإزالة الطاقة النووية في خطة الطاقة المتجددة 2030.
نظرًا لأن طاقة الرياح هي مصدر الطاقة الأسرع نموًا في كوريا الجنوبية، كانت خطة الحكومة الكورية تهدف إلى استثمار 8.2 مليار دولار في مزارع الرياح البحرية من أجل زيادة السعة الإجمالية إلى 2.5 جيجاوات حتى عام 2019. في أبريل 2020، أعلنت الحكومة عن "الصفقة الكورية الخضراء الجديدة" التي تتضمن خططًا لزيادة طاقة الرياح بشكل كبير من خلال توسيع مرافق طاقة الرياح المحلية لتشمل توربينات الرياح البحرية بقدرة 8 ميجاوات بحلول عام 2022 وأنظمة الرياح البحرية العائمة بحلول عام 2025.

## الاستخدامات الحالية

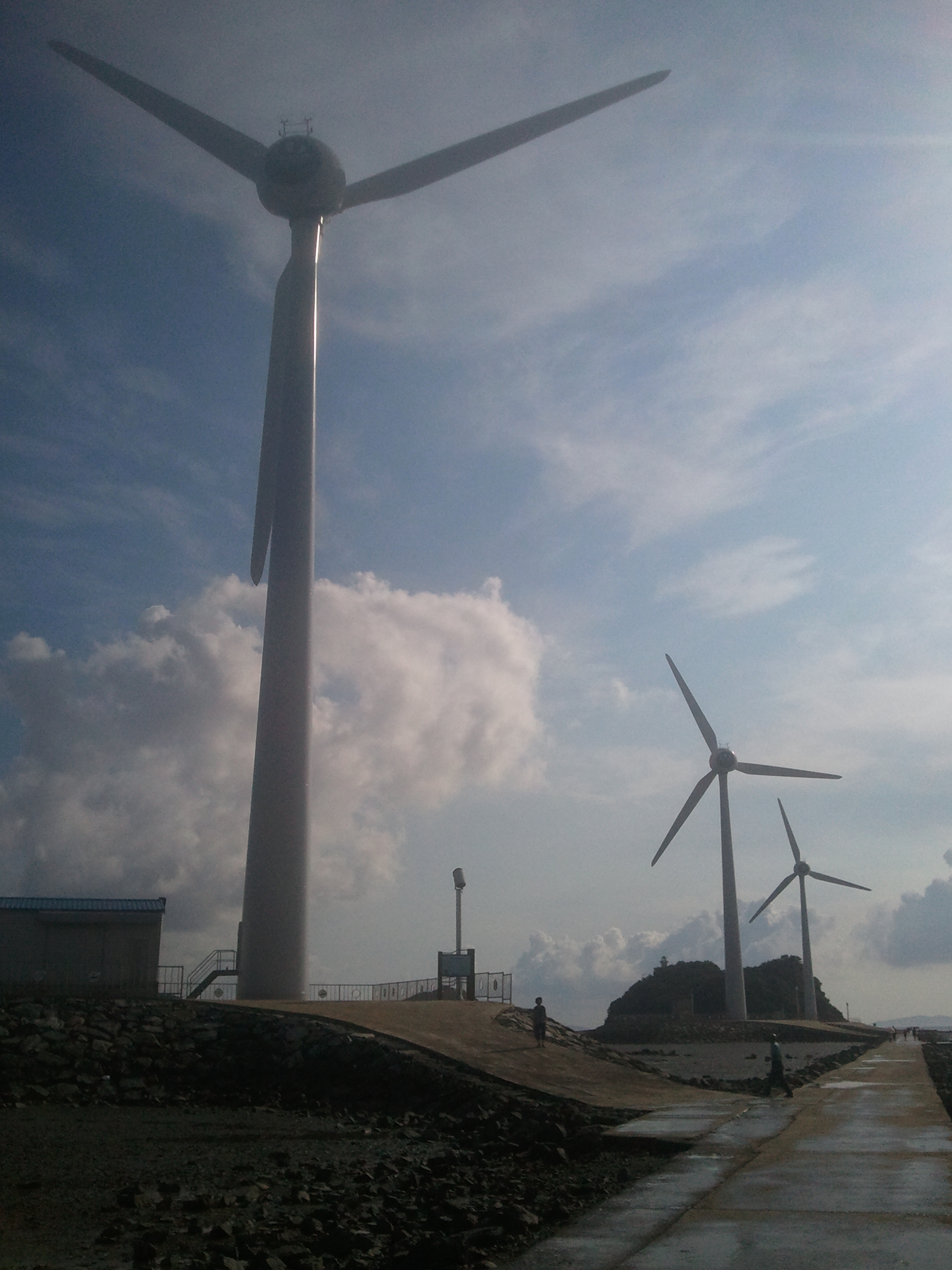
مولدات طاقة الرياح في دايبودو

تقع معظم مزارع الرياح في مقاطعة جانج وون وجزيرة جيجو بسبب وجود مناطق جبلية بها رياح عاتية تزيد سرعتها عن 7.5. تصلب متعدد. بالمقارنة مع هذه المناطق الجبلية ، فإن مدينة سيول لديها سرعة رياح أقل بكثير ، حيث أن أعلى متوسط لسرعة الرياح فيها هو 2.85 تصلب متعدد.

## القيود
هناك قيود اقتصادية واستخدامات تمنع الاستخدام الواسع النطاق لطاقة الرياح. تكلفة طاقة الرياح أعلى من مصادر الطاقة التقليدية. العديد من مالكي مزارع الرياح غير راضين عن خدمة شركات التصنيع الكبيرة مثل Vestas US بسبب تكلفتها العالية. تمتلك شركة Vestas، وهي شركة تصنيع توربينا ، حصة سوقية تبلغ 42.2٪ في صناعة طاقة الرياح الكورية. قد يساعد تحويل الاعتماد على الشركات المصنعة الكبيرة إلى الشركات المصنعة للتوربينات المحلية في تقليل التكاليف. هناك أيضًا تكاليف لنقل الطاقة من مزارع الرياح البحرية إلى الوجهات. نظرًا لأن الرياح ليست مصدرًا ثابتًا للطاقة ويمكن أن تتأثر بالظروف المناخية، يجب أن تكون الأنظمة التي تعمل بالرياح مصحوبة بمصادر طاقة أخرى لتوفير مصدر طاقة غير منقطع.

## المشاريع الحالية
حصلت شركة الهندسة تحت سطح البحر ومقرها سنغافورة، جي 8، على الموافقة على بناء مزرعة رياح بحرية بقدرة 1.5 جيجاواط في أواخر ديسمبر 2021. من المخطط أن يتم بناء المشروع قبالة الطرف الجنوبي الغربي لكوريا الجنوبية مع تسجيل موقع البناء سرعات رياح تبلغ 7-8 م/ث. من المقرر أن تبدأ الخطط الحالية في البناء، وكذلك الأعمال البحرية في عام 2023 أو 2024. يتضمن المشروع أيضًا استخدام نظام تخزين طاقة ليثيوم أيون متقدم طويل العمر من 3DOM، الشريك التكنولوجي لمجموعة الثماني.

### مشاريع مزارع الرياح في كوريا الجنوبية

#### مشروع مزرعة الرياح العائمة فاير فلاي
مشروع مزرعة الرياح العائمة فاير فلاي، الذي يجري تطويره بواسطة أكوانور في مايو 2019 ، تشمل منطقتين بمساحة 75 كيلومترًا مربعًا 800 ميجاوات قبالة سواحل أولسان. ستشمل مزرعة الرياح "Wind Semis" كهيكل عائم، يتميز بأساس شبه مغمور يسمح بتعويم التوربينات مقارنة بالتوربينات الثابتة في القاع.
تم وضع عوامات LiDAR في بحر شرق أولسان بهدف جمع قياسات الرياح والأمواج لمدة عام في عام 2020 للتحقيق في إمكانية تطوير وبناء مزرعة الرياح في معطف أولدان. تبع ذلك بعد توقيع مذكرة التفاهم بين أولسان وأكوانور . الهدف المتوقع تحقيقه من خلال إنشاء مزارع الرياح هذه هو زيادة الطاقة المتجددة في كوريا الجنوبية بمقدار 30 مرة بحلول عام 2035.
تم جمع البيانات لتقييم الأثر البيئي (EIA) بدءًا من ديسمبر 2021 لمدة 12 شهرًا. تتضمن هذه البيانات بيانات عن الحيوانات البحرية والأسماك ومياه البحر ونوعية الرواسب من بين بيانات أخرى لملاحظة أي آثار محتملة يمكن أن تنتج عن بناء وتشغيل مزارع الرياح فاير فلاي. تم الانتهاء من التقرير ونشره في النصف الأول من عام 2022.
تم تعيين شركة هاففرام لدراسة نقل وتركيب وتوريد الكابلات والأنظمة اللازمة في الخارج لمشروع الرياح من قبل أكوانور في مارس 2022.
تم اختيار Technip Energies في أبريل 2022 لإجراء تصميم هندسي أمامي ، أو FEED ، لتوربينات الرياح للمشروع العائم لمحطات Technip Energies لتشمل استخدام تقنية INO15 ™ ، بسعة 15 ملليجرام. تم تعيين شركة COWI ، ومقرها الدنمارك ، كمهندس مالك من قبل أكوانور في نوفمبر 2022 لمشروع الرياح فاير فلاي. سيشمل ذلك خدمات الإدارة والهندسة لشركة أكوانور . سيستمر العقد لفترة مشروع الرياح البحرية فاير فلاي.
تم اختيار شركة Geoview في كوريا الجنوبية أيضًا في أوائل عام 2022 لمهمة مسح ورسم الخرائط الجيوفيزيائية تحت سطح البحر لموقع الرياح. اعتبارًا من 5 ديسمبر 2022 ، أكملت شركة Geoview مسح الاستكشاف الجيوفيزيائي البحري في أولسان من خلال استخدام سفينتها البحرية Geoview No 1 للحصول على تضاريس قاع البحر لرسم خرائط للمنطقة.